# Frobenius-groep
In de groepentheorie, een deelgebied van de wiskunde, is een frobenius-groep een transitieve permutatiegroep over een eindige verzameling, zodanig dat geen enkele andere permutatie dan de identiteit meer dan een punt op zichzelf afbeeldt en er een andere permutatie is dan de identiteit, die een punt op zichzelf afbeeldt. 
Frobenius-groepen zijn naar de Duitse wiskundige Frobenius genoemd.
De symmetrische groep S3 is bijvoorbeeld een frobenius-groep. De elementen in {\displaystyle S_{3}} veranderen de volgorde van drie gegeven punten. Geen van de permutaties in {\displaystyle S_{3}} kan maar twee punten op dezelfde plaats laten staan, want dan moet het derde punt ook op dezelfde plaats blijven staan, en bij de verwisseling van twee punten blijft het derde punt op zijn plaats staan.